# Karl von Thüngen
Pour les articles homonymes, voir Thüngen.
Karl Freiherr von Thüngen, né le 26 juin 1893 à Mayence et mort le 24 octobre 1944 à Brandebourg-sur-la-Havel, est un Generalleutnant allemand qui a servi au sein de l’Armée de terre dans la Wehrmacht pendant la Seconde Guerre mondiale.
Il a été récipiendaire de la croix de chevalier de la Croix de fer. Cette décoration est attribuée pour récompenser un acte d'une extrême bravoure sur le champ de bataille ou un commandement militaire avec succès.

## Biographie
Karl est issu de la famille noble von Thüngen (de). Karl XI von Thüngen s'engage le 12 mars 1912 dans l'armée prussienne en tant que porte-drapeau. Fils d'un propriétaire terrien et d'un maître forestier, il rejoint le 5e régiment de dragons. Le 19 novembre 1912, il est promu au grade d'enseigne. Le 18 décembre 1913, il quitte le service prussien. Le 19 décembre, il s'engage dans l'armée bavaroise en tant qu'aspirant. Son brevet est daté du 19 novembre 1912. Il rejoint alors le 5e régiment de chevau-légers royal bavarois (de). Au début de la Première Guerre mondiale, il est promu lieutenant sans brevet le 2 août 1914. À partir du 10 mars 1915, il est ensuite affecté comme adjudant du 3e bataillon du 24e régiment royal d'infanterie bavarois. Après son service pendant la Première Guerre mondiale, il sert dans la Reichswehr.

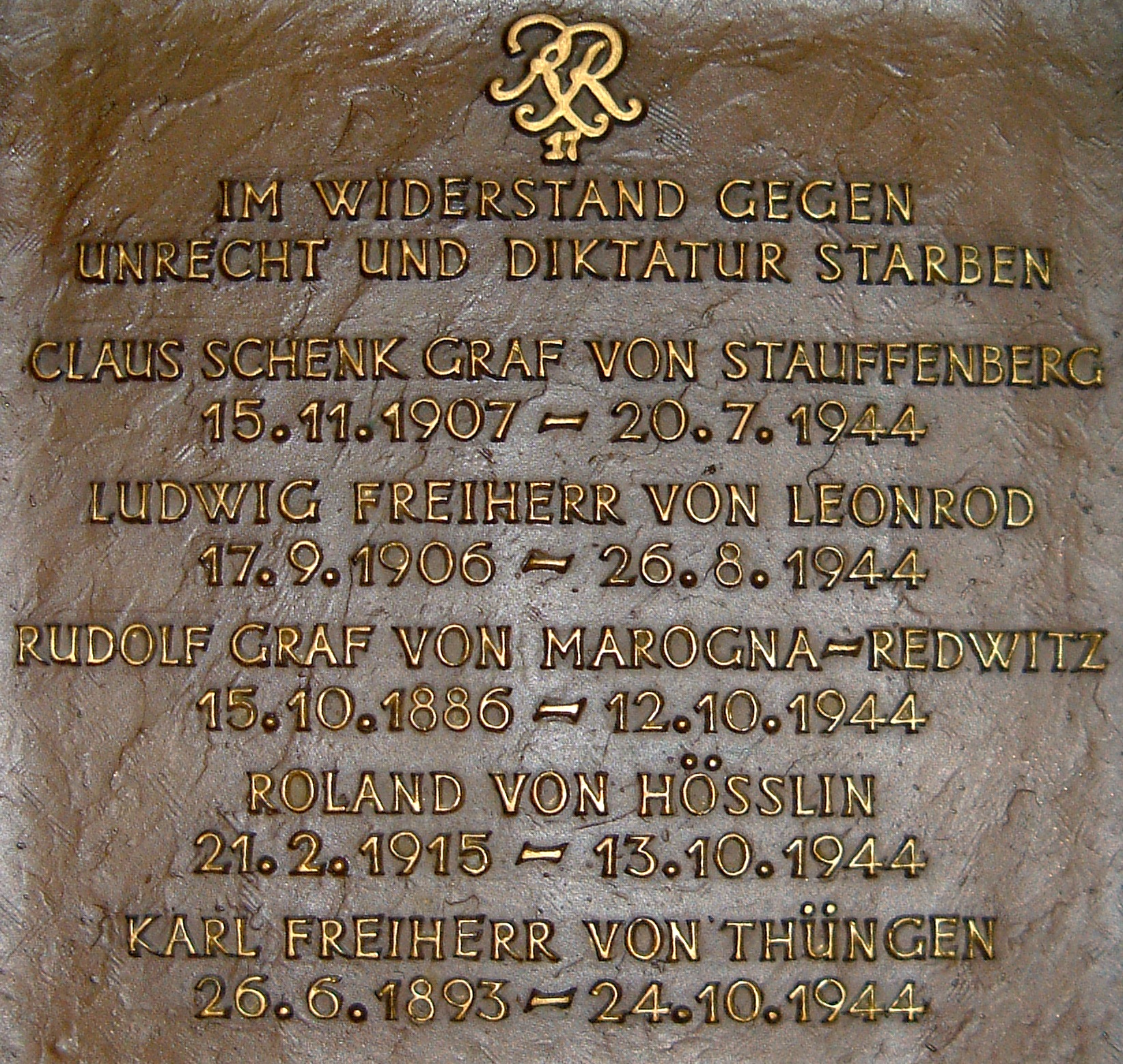
Une plaque commémorative à la cathédrale de Bamberg.

Lors de la Seconde Guerre mondiale, il sert sur le front de l'Est, en 1942 et 1943 avec la 18. Panzer-Division. Le 6 avril 1943, il reçoit la croix de chevalier de la Croix de fer.
Le 20 juillet 1944, il est nommé par les conspirateurs commandant du groupe III de défense (Berlin) comme successeur du général arrêté, Joachim von Kortzfleisch Il ne suit pas les ordres des conspirateurs et plus tard prend part à l'interrogatoire du major Hans-Ulrich von Oertzen, un partisan du complot qui était placé sous son commandement.
Il a néanmoins été ultérieurement arrêté par la Gestapo. Il a été limogé de l'armée par une cour d'honneur et a ensuite été jugé par la Cour populaire, condamné à mort par Roland Freisler le 5 octobre 1944 et fusillé par un peloton de la prison de Brandebourg, le 24 octobre 1944.

## Décorations
- Croix de fer (1914)[2]
  - 2e classe
  - 1re classe
- Ordre du Mérite militaire (Bavière) 4e classe avec glaives[2]
- Croix du Mérite militaire (Autriche) 3e classe avec décoration de guerre[2]
- Agrafe de la croix de fer (1939)
  - 2e classe
  - 1re classe
- Croix allemande en or le 18 octobre 1941[3]
- Croix de chevalier de la Croix de fer
  - Croix de chevalier le 6 avril 1943[3]